# 艾迪爾人足球會
艾迪爾人足球會（Airdrieonians Football Club），原稱艾迪爾聯足球會（Airdrie United Football Club），是位於蘇格蘭北拉纳克郡艾爾德里（Airdrie）的職業足球會，是蘇格蘭足球聯賽成員之一，現時在蘇格蘭足球甲組聯賽作賽。
艾迪爾聯於2002年隨著艾爾德里的主要球會艾迪爾人（Airdrieonians）清盤倒閉後成立。在成立後短短的時間已贏得兩項錦標，首先於2003/04年球季獲得蘇格蘭乙組聯賽冠軍而升班到蘇格蘭甲組聯賽；同年晉級蘇格蘭聯賽挑戰盃決賽，但0-2不敵而屈居亞軍。直到2008/09年球季再次殺入決賽，與羅斯郡劇戰到加時後仍然2-2平手，終於憑互射十二碼以3-2獲勝取得首項盃賽錦標。2013年由「艾迪爾聯足球會」改名為「艾迪爾人足球會」。

## 球衣顏色
艾迪爾聯繼承艾迪爾人獨特的球衣款式，採用白色球衣而胸前及背後有紅色「V」型圖案，相聯成為一鑽石圖案，取自艾迪爾人的暱稱「鑽石」（The Diamonds），而艾迪爾聯同時亦採用這個稱號。

## 敵對球隊
馬瑟韋爾、咸美顿及是球隊主要的敵對球隊。

## 榮譽
- 蘇格蘭足球乙級聯賽
  - 冠軍：2003/04年；
  - 亞軍：2007/08年；
- 蘇格蘭聯賽挑戰盃
  - 冠軍：2008/09年；
  - 亞軍：2003/04年；

## 著名球員
- Antonio Calderon
- Steve Cooper
- 欧文·科尔（Owen Coyle）
- Stephen Docherty
- Alan Gow
- Alan Lawrence
- Lawrie Leslie
- Alex MacDonald
- Willie McCulloch
- Jimmy Reid
- Billy Wilson

## 外部連結
- airdrieunitedfc.com （页面存档备份，存于）